# Кремастинос, Димитрис
Дими́трис Кремастино́с (греч. Δημήτρης Κρεμαστινός; 1 мая 1942, Халки, Южные Эгейские острова — 8 мая 2020, Афины, Аттика) — греческий государственный деятель, кардиолог, министр здравоохранения Греции (1993—1996).
Был профессором Афинского университета, возглавлял греческую коллегию кардиологов и крупнейшие кардиологические клиники Греции, был членом Европейской академии науки и искусства и личным врачом Андреаса Папандреу.

## Биография
В 1993 году стал министром здравоохранения, социального обеспечения и социальной защиты в правительстве Андреаса Папандреу. В качестве министра он реорганизовал и расширил службу скорой помощи, создал авиационные подразделения скорой медицинской помощи для перевозки больных людей с островов и отдаленных районов, создал Организацию по борьбе с наркотиками, внедрил телемедицину в стране и установил первые станции на островах.
В 2015 году был избран вице-спикером парламента Греции.
26 марта 2020 года был госпитализирован в палату интенсивной терапии в афинскую больницу «Эвангелизмос» в связи с COVID-19. Скончался в больнице 8 мая 2020 года.

## Отзывы
«Мир науки и политики потерял сегодня одного из лучших представителей. Димитрис Кремастинос был профессором медицины, вице-спикером парламента, министром и членом парламента. И всюду он оставил особый отпечаток достоинства, ответственности и эффективности»— Кириакос Мицотакис